# ریچارد رامیرز
ریچارد رامیرز (انگلیسی: Richard Ramirez; ۲۹ فوریهٔ ۱۹۶۰ – ۷ ژوئن ۲۰۱۳) قاتل زنجیره‌ای آمریکایی بود. جنایات او بین ژوئن ۱۹۸۴ تا اوت ۱۹۸۵ در کالیفرنیا اتفاق افتاد. او در سال ۱۹۸۹ مجرم شناخته شد و به اعدام محکوم شد. او در سال ۲۰۱۳ در حالی که منتظر اعدام بود درگذشت.

## قتل‌ها

### قتل می لئونگ
در ۱۰ آوریل ۱۹۸۴، رامیرز، یک دختر چینی-آمریکایی ۹ ساله به نام مِی لئونگ را در زیرزمین آپارتمانش در سن‌فرانسیسکو به قتل رساند. لیانگ همراه برادر ۸ ساله‌اش دنبال یک اسکناس یک دلاری می‌گشت که رامیرز جلو آمد و او را به زیرزمین هدایت کرد. آنجا دخترک را کتک زد، خفه کرد و به او تجاوز کرد و سپس با چاقوی ضامن دار به قتل رساند و بدن نیمه‌عریانش را از یک لوله آویزان کرد.
نهایتاً این قتل در سال ۲۰۰۹ به رامیرز ارتباط پیدا کرد؛ چرا که دی‌ان‌ای او با نمونه‌ای که در صحنه جرم پیدا شده بود تطابق داشت. در سال ۲۰۱۶، مقامات اعلام کردند شواهدی از مظنونی دیگر یافت شده که ظاهراً در صحنۀ قتل لیانگ حاضر بوده است. هویت این فرد فاش نشد، زیرا آن زمان نوجوان بود. از سویی به دلیل فقدان مدارک، نتوانستند محکومش کنند.

### جنایت‌های شکارچی شب
- در ۲۸ ژوئن ۱۹۸۴، جسد زنی ۷۹ ساله به نام جنی وینکا در آپارتمانش در لس‌آنجلس پیدا شد. حین خواب چندین ضربه چاقو به سر، گردن و سینه‌اش وارد شده و گردنش عمیقاً بریده شده بود. اثرانگشت رامیرز روی صفحه‌ای مانده بود.[۳] این دومین قتل شناخته‌شده او بود که الگوی ورود به خانه‌ها و کشتار وحشیانه قربانی‌ها را نشان می‌داد. او مدام قبل یا پیش از قتل، به دزدی دست می‌زد تا کوکائین بخرد و اجاره بدهد.[۴]
- در ۱۷ مارس ۱۹۸۵، رامیرز به دختری ۲۲ ساله به نام ماریا هرناندز در کالیفرنیا حمله کرد و به صورتش شلیک کرد.[۵] گلوله به کلیدهایی خورد که در دست هرناندز بود و او زنده ماند. اما خودش را به مردن زد تا رامیرز صحنه را ترک کند. هم‌اتاقی ۳۴ ساله‌اش، دیل یوشی اکازاکی، صدای گوله را شنید و وقتی رامیرز را در آشپزخانه دید، پشت میز قایم شد. اما یک لحظه سرش را بالا آورد، تیر خورد و در لحظه جان سپرد.[۶] یک ساعت بعد رامیرز، ورنیکا یوی ۳۰ ساله را از ماشینش در پارک بیرون کشید، دوبار به او شلیک کرد و رفت.[۷] دو مورد قتل و یک مورد اقدام به قتل در عرض یک روز، توجه گستردهٔ رسانه‌ها را به خود جلب کرد و مهاجم را مردی مو فرفری با چشمان از حدقه بیرون زده و دندان‌های پوسیده توصیف کردند.[۸]

## روابط عاشقانه
در زمان محاکمه، رامیرز طرفدارانی داشت که به او نامه می‌نوشتند و او را ملاقات می‌کردند. در آغاز سال ۱۹۸۵، دورین لیوی نزدیک به ۷۵ نامه در طول حبس برای او نوشت. در سال ۱۹۸۸ رامیرز از لیوی خواستگاری کرد و در ۳ اکتبر ۱۹۹۶ در زندان ایالتی سن کوئنتین کالیفرنیا ازدواج کردند. با این حال، لیوی در نهایت در سال ۲۰۰۹ رامیرز را ترک کرد، زیرا آزمایش دی‌ان‌ای تأیید کرد که او به می لئونگ نه ساله تجاوز کرده و او را به قتل رسانده است. رامیرز در زمان مرگش در سال ۲۰۱۳، با یک نویسنده ۲۳ ساله نامزد کرده بود.

## مرگ
رامیرز در ۷ ژوئن ۲۰۱۳ بر اثر عوارض ثانویه لنفوم سلول B در بیمارستان عمومی مارین در گرین کالیفرنیا درگذشت.
او همچنین تحت تأثیر سوء مصرف مزمن مواد و عفونت ویروسی مزمن هپاتیت C قرار گرفته بود.